# Colocasia (papillon)
Pour le genre de plantes, voir Colocasia.
Genre
Colocasia est un genre d'insectes lépidoptères de la famille des Noctuidae.
En Europe, ce genre ne comprend qu'une seule espèce : Colocasia coryli (Linnaeus, 1758), la Noctuelle du noisetier.
Hors Europe (en) Animal Diversity Web : Colocasia pour la liste d'autres espèces.